# Pseudoxandra revoluta
Pseudoxandra revoluta är en kirimojaväxtart som beskrevs av Paulus Johannes Maria Maas. Pseudoxandra revoluta ingår i släktet Pseudoxandra och familjen kirimojaväxter. Inga underarter finns listade i Catalogue of Life.